# ヘルツェゴビナ＝ネレトヴァ県

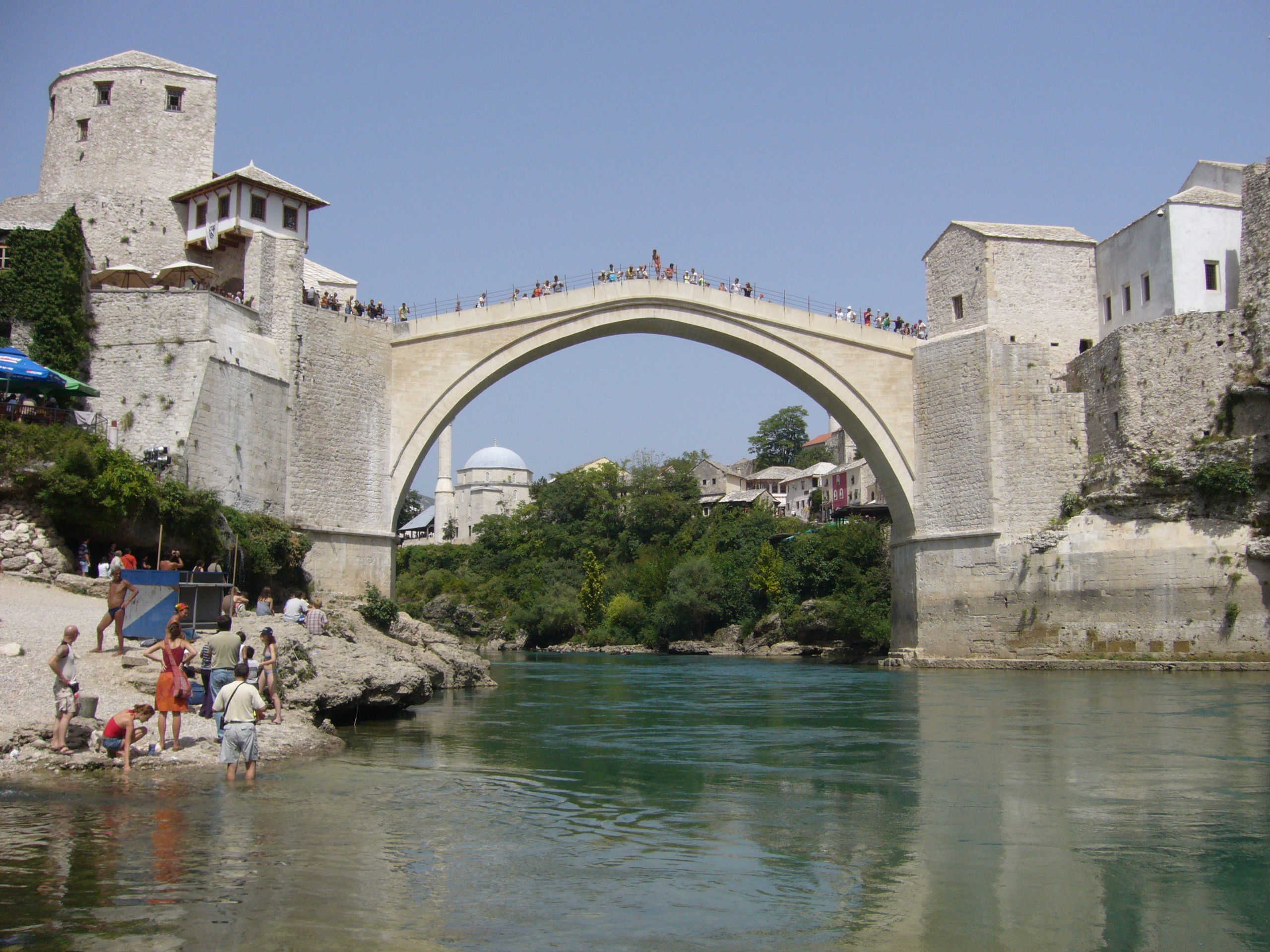
モスタルの橋

ヘルツェゴビナ＝ネレトヴァ県
Hercegovačko-neretvanski kanton
Hercegovačko-neretvanska županija

Херцеговачко-неретвански кантон

ヘルツェゴビナ＝ネレトヴァ県（ヘルツェゴビナ・ネレトヴァけん、ボスニア語:Hercegovačko-neretvanski kanton、クロアチア語:Hercegovačko-neretvanska županija、セルビア語:Херцеговачко-неретвански кантон）、あるいはヘルツェゴビナ＝ネレトヴァ・カントンはボスニア・ヘルツェゴビナ共和国のエンティティであるボスニア・ヘルツェゴビナ連邦を構成する県。県都はモスタル。領域の多くはヘルツェゴビナ地方西部、ネレトヴァ川渓谷にある。

## 基礎自治体
ヘルツェゴビナ＝ネレトヴァ県には9の基礎自治体が設置されている。
- チャプリナ 、（Čapljina）
- チトルク 、（Čitluk）
- ヤブラニツァ 、（Jablanica）
- コニツ 、（Konjic）
- モスタル 、（Mostar） - 県都
- ネウム 、（Neum）
- プロゾル＝ラマ 、（Rama）
- ラヴノ 、（Ravno）
- ストラツ 、（Stolac）

## 地理
ヘルツェゴビナ＝ネレトヴァ県は、ボスニア・ヘルツェゴビナで唯一の海岸がある。海岸部にはネウムの町があり、およそ2千人（1991年調査）が暮らしている。ネウム周辺はかつてのイリュリア人が残した豊富な古代遺跡が見られる。イリュリア人はこの地方に数千年前に暮らしていた民族である。
ヘルツェゴビナ＝ネレトヴァ県で最大の都市はモスタルで、モスタルはボスニア・ヘルツェゴビナ全体でも5番目に大きい。モスタルはその古い橋と、橋の近くに広がる歴史地区でよく知られている。橋はボスニア・ヘルツェゴビナ紛争で破壊され、2004年の夏に再建された。開通式にはクロアチア大統領スティエパン・メシッチを含む外国からの来賓が訪れた。かつて内戦時に橋を破壊したのはクロアチア人の武装勢力であったといわれている。モスタルは内戦終結後もずっと、ネレトヴァ川にかかるこの橋を挟んで、クロアチア人とボシュニャク人によって分断状態が続いている。
このほかの主な町にはチャプリナ、コニツ、ヤブラニツァ、メジュゴリエなどがある。メジュゴリエは聖母マリアが出現したといわれている町である。ヤブラニツァ、コニツは第二次世界大戦の戦場として知られており、ヤブラニツァにはその戦闘を記録した博物館が置かれている。
ネレトヴァ川はコニツ、ヤブラニツァ、モスタル、チャプリナなどの町を流れ、その後クロアチアを経てアドリア海へ注いでいる。県内にはヤブラニツァ湖という湖がある。

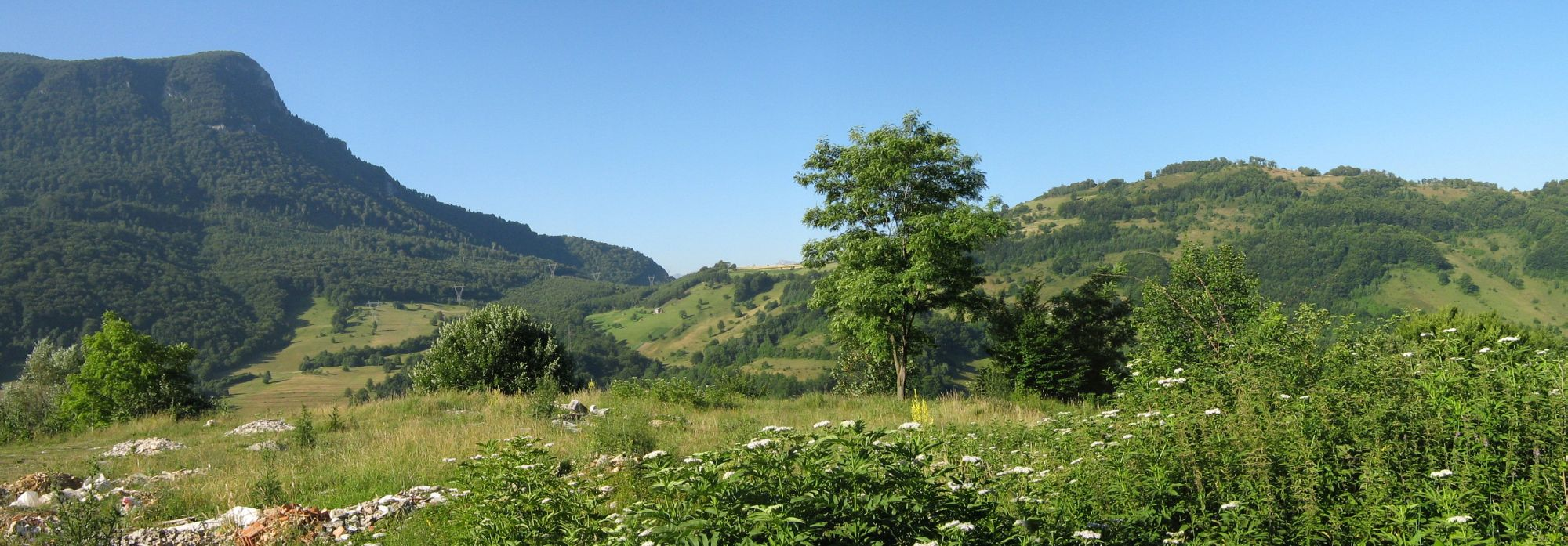
コニツ

## 人口
ヘルツェゴビナ＝ネレトヴァ県はクロアチア人とボシュニャク人が混在しており、両者によって分断されている。クロアチア人はチャプリナ、チトルク、ネウム、プロゾル・ラマ、ラヴノ、ストラツにおいて多数派を形成している。他方、ボシュニャク人はヤブラニツァ、コニチで多数派となっている。県中央のモスタルでは両者の比率は拮抗している。
2003年における県の人口は219,223人であり、その内訳は次の通りである。
- 110,714 (50.5%): クロアチア人
- 102,019 (46.5%): ボシュニャク人
- 5,486 (2.5%): セルビア人
- 1,004 (0.5%): その他

座標: 北緯43度27分 東経17度49分 / 北緯43.450度 東経17.817度